# Fundação (construção)

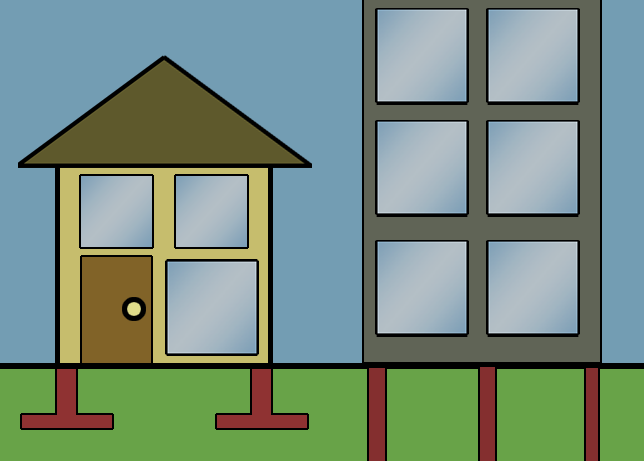
Fundação rasa de uma casa em comparação às fundações profundas de um edifício.

A fundação ou alicerce é um termo utilizado na engenharia para designar as estruturas responsáveis por transmitir as cargas das construções ao solo. Em geral, são utilizadas várias fundações pelas empresas de fundações, seguidas para esse fim. Existem diversos tipos de fundação e são projetadas levando em consideração a carga que recebem e o tipo de solo onde vão ser construídas.

## Fundações rasas ou diretas
Tecnicamente, as fundações rasas, diretas ou superficiais são aquelas em que a profundidade de escavação é inferior a 3 metros, sendo mais empregadas em casos de cargas leves, como residências, ou no caso de solo firme. O baldrame é o tipo mais comum de fundação dentre as fundações rasas. Constitui-se de uma viga, que pode ser de alvenaria, de concreto simples ou concreto armado construída diretamente no solo, dentro de uma pequena vala.
Outro tipo de fundação rasa é a sapata, que pode ser do tipo isolada, associada ou alavancada. O bloco é outro tipo de fundação rasa, parecido com a sapata só que não possui armadura. O radier é uma outra fundação, podemos dizer que ele é a mais rasa de todos, pois se trata de uma "laje" que fica diretamente no chão, muito usada em casas de pequeno porte.

## Fundações profundas
As fundações mais profundas são mais utilizadas em casos de edifícios altos em que os esforços do vento se tornam consideráveis, e/ou nos casos em que o solo só atinge a resistência desejada em grandes profundidades. Os tipos mais comuns são as estacas hélices contínuas, estacas escavadas, estaca strauss e as estacas cravadas. As estacas cravadas, conforme o material de que são constituídas, podem ser: de madeira, metálicas, concreto armado ou pré moldadas. As estacas hélices contínuas são muito utilizadas para construção de prédios e galpões industriais.